# Prajna
El prajna és un concepte budista que es pot traduir com 'saviesa', 'comprensió', 'discerniment', 'agudesa cognitiva' o 'saber fer'.
En el budisme es refereix sobretot a la saviesa basada en la realització directa de les quatre nobles veritats i l'assimilació de conceptes com el de transitorietat, sorgiment depenent, insubstancialitat, buit, etc. És la saviesa que és capaç d'extingir les afliccions i ocasionar la il·luminació.